# Schlacht von La Higueruela
Die Schlacht von La Higueruela (dt. etwa „Schlacht beim Feigenbäumchen“) fand am 1. Juli 1431 in der Vega des Genil nahe Granada statt. 
Muhammad IX., Emir von Granada aus der Dynastie der Nasriden, hatte mit der Ermordung seines Vorgängers Muhammad VIII. seinen größten Thronkonkurrenten beseitigen können, aber sich damit auch dessen loyalen Wesir Ridwân Banûegas zum erbitterten Feind gemacht. Im Mai 1431 suchte Ridwân Banûegas den kastilischen König Johann II. an dessen Hof in Córdoba auf und bot ihm seine Unterstützung an, mit Yusuf ibn al-Mawl einen loyalen Herrscher in Granada zu installieren.
Im Juli 1431 traf das kastilische Heer unter der Führung des Condestablen Álvaro de Luna auf das granadinische. Die Schlacht war ein großer militärischer Erfolg für das Königreich Kastilien. Der in der Folge als Marionette Kastiliens installierte Emir Yusuf IV. fand im Emirat von Granada allerdings keine Unterstützung und konnte sich nur wenige Monate an der Macht halten. Die Episode ist bezeichnend für den inneren Zustand des Nasridenreiches, das im 15. Jahrhundert unter internen Machtkämpfen litt und so schließlich dem Untergang preisgegeben war.
Die Schlacht wurde in zahlreichen Fresken von Fabrizio Castello, Orazio Cambiaso und Lazzaro Tavarone in der Galerie der Schlachten im Real Sitio de San Lorenzo de El Escorial festgehalten.